# Candolim
Candolim es una ciudad censal en el norte de Goa y está ubicada en Bardez taluka en el Estado de Goa, India. Está situado justo al sur de la playa de Calangute y al norte de Sinquerim.

## Historia
A fines del siglo XVI, Candolim se convirtió en el primer pueblo en ser completamente convertido al cristianismo en Bardez por los franciscanos. La identidad cristiana actual de sus habitantes se remonta a la conversión de Santu Sinay (Shenoy), un ganvkar (Konkani: propietario absoluto) que pertenecía a la nobleza de su pueblo.
Santu Sinay (1577-1640), fue hijo de Naru Sinay; quien había emigrado anteriormente de Loutolim, Salcette, y se estableció en Candolim, donde compró el quinto vangodd (clan) de la comunidade el 13 de agosto de 1604. Naru Sinay murió después de 1624, y le sobrevivieron su esposa y tres hijos: Jerónimo de Souza, Santu Sinay y Christovão d'Andrade. Santu Sinay se convirtió junto con el resto de su familia a la edad de 8 años, y posteriormente tomó el nombre de Salvador Pinto. Su padrino fue el P. Manoel Pinto, rector franciscano de la Iglesia de Nuestra Señora de la Esperanza de Candolim y del seminario de Reis Magos. Se formó en el seminario de Reyes Magos, donde desarrolló una gran devoción a San Francisco Javier. Salvador Pinto fue instruido por dos sacerdotes franciscanos, el P. Pinto y el P. Simón de Nazaret; quien sucedió al primero como rector de la parroquia de Candolim. Salvador Pinto trabajó con celo para difundir el cristianismo en el pueblo. p. de Nazareth tuvo gran influencia entre los Virreyes y en reconocimiento a la gran labor de Salvador Pinto en la conversión del pueblo, obtuvo para él muchas concesiones y concesiones vitalicias que aún conservan sus descendientes. Padre de Nazareth, como representante del P. Miguel de S. Bonaventura—Custodio y Comisionado General de las Indias Orientales y Diogo Dias, síndico de San Francisco y procurador de Su Santidad—concedieron dos sepulcros perpetuos en la Iglesia de Candolim, a Salvador Pinto y su suegro António Pereira en el crucero, frente al altar de Bom Jesus, y también a su esposa y suegra, Maria y Catharina Pereira en el crucero; su tumba ubicada entre las de dos feligreses, Pedro Sequeira y Francisco de Souza.
Candolim fue el punto focal de la revuelta antiportuguesa de 1787 , también llamada la "Conspiración de los Pintos", porque fue encabezada por sacerdotes pertenecientes al clan Pinto (Shenoy) del pueblo. Esta revuelta se produjo debido a la continua discriminación de los indígenas relacionada con los puestos en el clero y el gobierno. Esto enfureció a la familia Pinto, que se encontraba entre los protectores de los portugueses en Goa y recibió un escudo de armas en 1770.

## Demografía
Según el censo de India de 2011, Candolim tenía una población de 8500. Los hombres constituyen el 52% de la población y las mujeres el 48%. Candolim tiene una tasa de alfabetización promedio de 76%, superior al promedio nacional de 59,5%; con alfabetización masculina del 81% y alfabetización femenina del 70%. El 9% de la población tiene menos de 6 años.